# Cauaceu
Cauaceu (węg. Hegyközkovácsi) – wieś w Rumunii, w okręgu Bihor, w gminie Biharia. W 2011 roku liczyła 712
mieszkańców.